# Ingénieur naval
 (mars 2014).
Si vous disposez d'ouvrages ou d'articles de référence ou si vous connaissez des sites web de qualité traitant du thème abordé ici, merci de compléter l'article en donnant les références utiles à sa vérifiabilité et en les liant à la section « Notes et références ».

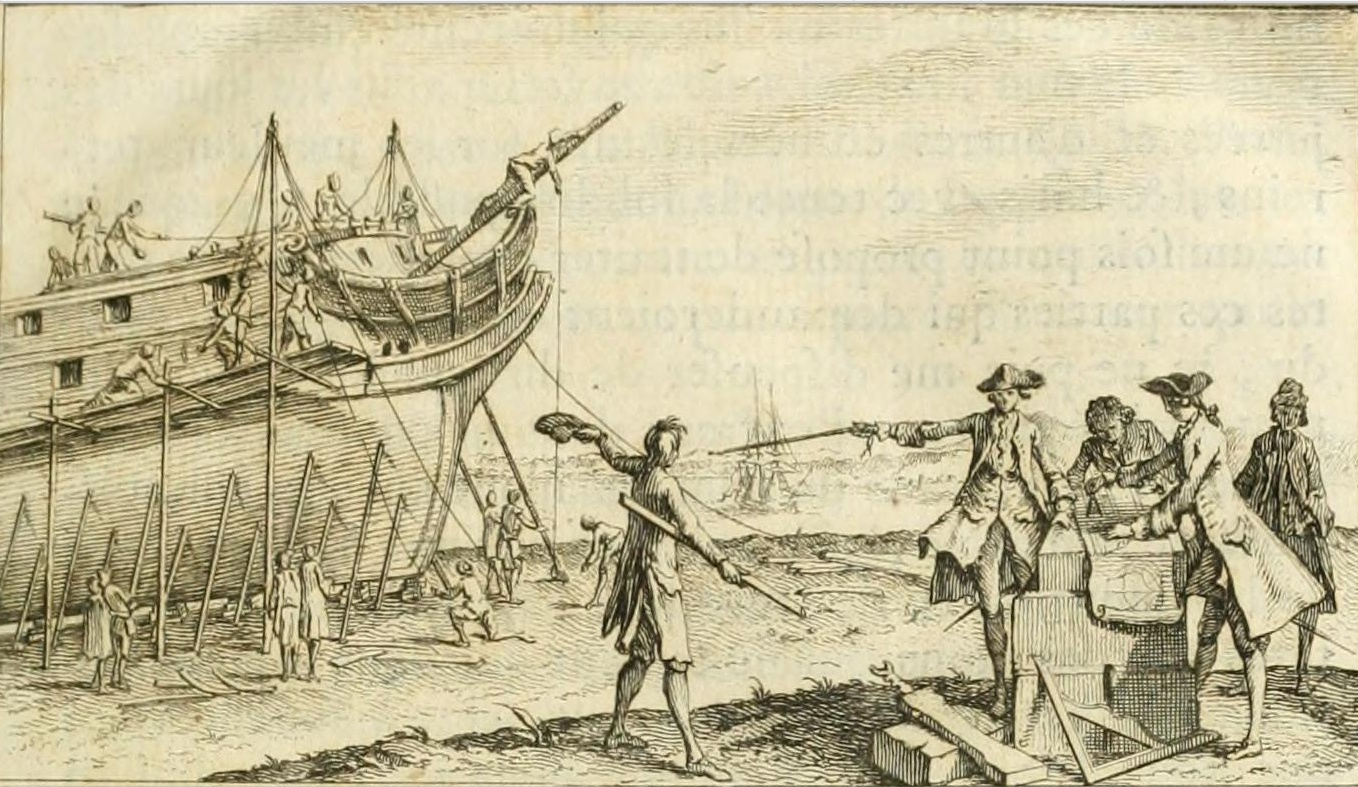
Ingénieurs en construction navals au travail devant un vaisseau. Milieu du XVIIIe siècle.

L'ingénieur construction naval est un ingénieur responsable de la conception, de la fabrication ou de la maintenance des navires,.

## Description
Les navires et les structures navales pour la marine de guerre, la marine marchande, la pêche, la plaisance, l’offshore ou le fluvial, sont des systèmes le plus souvent complexes. Leur conception, leur réalisation et leur entretien (qui constituent ce qu'on appelle traditionnellement en France depuis plus de 250 ans le génie maritime) sont de la responsabilité des ingénieurs navals.
Quelles que soient les applications, les ingénieurs navals partagent en commun une connaissance générale de l’environnement de la mer, et des compétences globales dans des disciplines variées : équilibre des corps flottants, hydrodynamique, comportement des matériaux, calculs de structure, mécanique, production d’énergie, systèmes de conduite, ergonomie, méthodes de construction, bilans divers, ... Certains ingénieurs navals se spécialisent dans un domaine particulier, par exemple l’hydrodynamique (calculs et essais sur modèles des carènes et des hélices), ou la structure (résistance des matériaux, calculs, …), et peuvent devenir des experts réputés.
Les ingénieurs navals peuvent être répartis en différents métiers ; on trouve, parmi d’autres :
- l’architecte naval, qui, en tant que responsable de la conception du navire, doit connaître les interactions entre les divers éléments du projet (formes de coque et emménagement général, besoins propulsifs, structure, stabilité, performances de tenue à la mer et de manœuvrabilité, ...), et réaliser les bons compromis ;
- l’ingénieur machine, qui est responsable du dimensionnement des machines et auxiliaires, c’est-à-dire de la ligne propulsive, des générateurs électriques, des systèmes de plate-forme (air conditionné, sécurité, eau) et de conduite du navire.

## Associations d’ingénieurs navals
Il existe des associations favorisant les échanges, le retour d’expérience, le progrès scientifique et la reconnaissance des compétences des ingénieurs navals. Elles relèvent de ce qu’on appelle généralement les sociétés savantes. En France par exemple, l’ATMA (Association Technique Maritime et Aéronautique) (www.atma.asso.fr), créée en 1889, est une association d'ingénieurs navals qui organise des sessions de présentations techniques et scientifiques, ainsi que des colloques sur des sujets maritimes.
Des associations équivalentes existent dans de nombreux pays, avec souvent des composantes internationales. Les plus connues sont :
- au Royaume-Uni, la RINA (Royal Institution of Naval Architects) (www.rina.org.uk), créée en 1860 ;
- aux États-Unis, la SNAME (Society of Naval Architects and Marine Engineers) (www.sname.org);

Au niveau européen, la CEMT (Confederation of European Maritime Technology Societies) (www.cemt.eu) fédère les associations européennes du domaine ; elle cherche notamment à harmoniser les pratiques existant dans chaque pays européen, en mettant par exemple en place un système de reconnaissance des compétences des ingénieurs navals.
Les termes anglais les plus proches sont « naval architect » et « marine engineer ».